# Linyi (Dezhou)
Der Kreis Linyi (chinesisch 临邑县, Pinyin Línyì Xiàn) ist ein Kreis in der chinesischen Provinz Shandong. Er gehört zum Verwaltungsgebiet der bezirksfreien Stadt Dezhou. Linyi hat eine Fläche von 1.016 km² und zählt 511.105 Einwohner (Stand: Zensus 2010). Sein Hauptort ist die Großgemeinde Linyi (临邑镇).

## Administrative Gliederung
Auf Gemeindeebene setzt sich der Kreis aus drei Straßenvierteln, sechs Großgemeinden und drei Gemeinden zusammen. 